# 移川子之藏

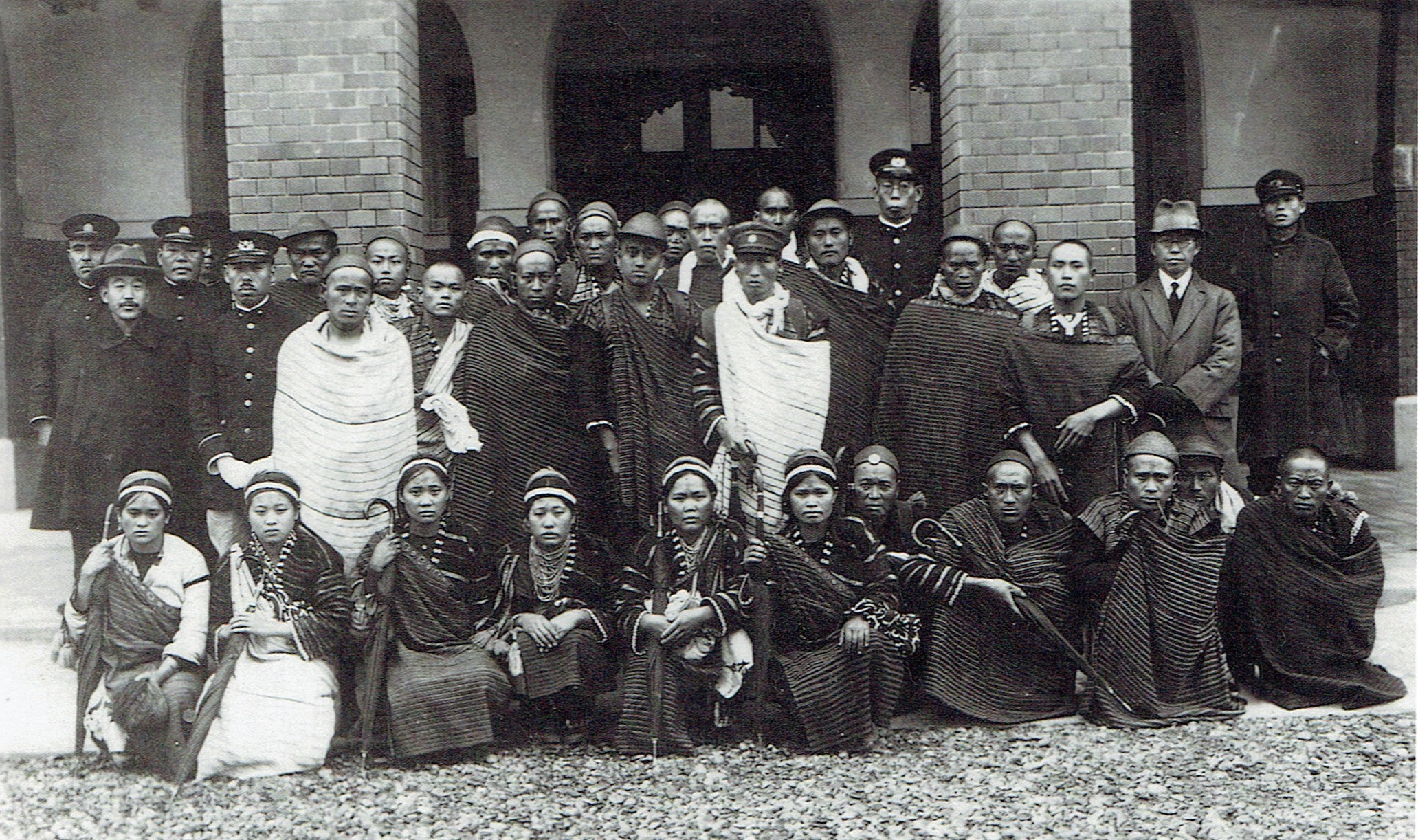
移川子之藏教授（後左二）等與到訪泰雅族人等，臺北帝國大學文政學部大門前。1934年

移川子之藏（1884年11月16日—1947年2月9日），日本福島縣二本松市人，民族學、人類學者。

## 生平

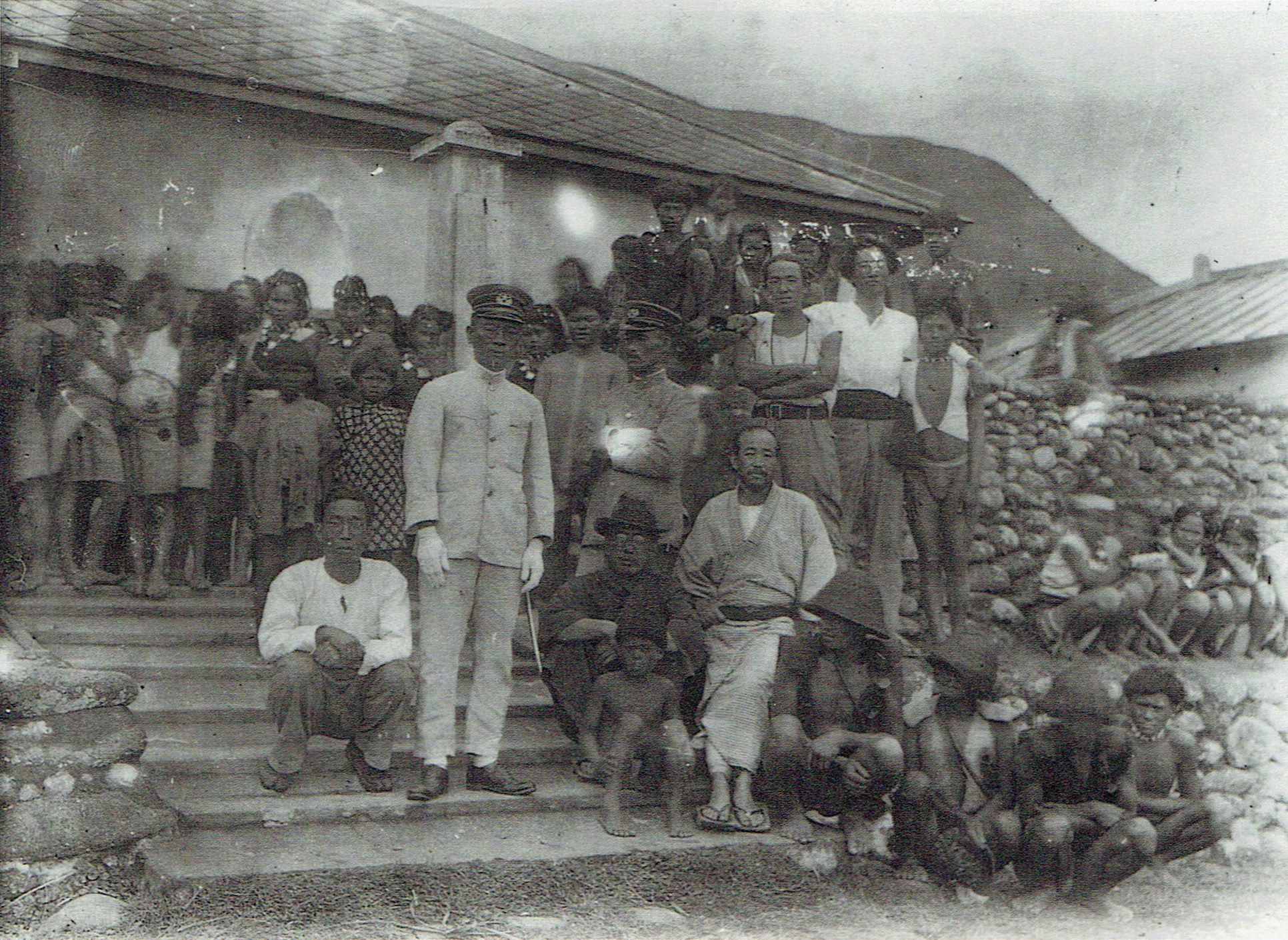
移川子之藏（前排右和服者）與宮本延人（前列左端）、鹿野忠雄、馬淵東一等人。紅頭社駐在所。1929年

少年時移居美國就讀高中，1914年畢業於芝加哥大學，1917年獲得哈佛大學哲學博士學位，均主修人類學。1919年擔任慶應義塾大學文學科講師，1921年任東京商科大學附屬商學專門部教授兼預科教授。其後轉任臺灣總督府臺北高等學校教授，曾以在外研究員身分赴歐美各國研究1年10個月。1928年臺北帝國大學設立，獲聘為文政學部教授兼評議員，創立土俗學、人種學講座、研究室和標本室，從事台灣原住民研究和太平洋南島民族文物之蒐集。
1937年夏季赴荷蘭海牙國家檔案館，拍攝台灣荷治時期資料照片二萬五千張，攜回後整理裝訂成約二百冊之臺灣史料，並編製目錄。其後聘請專家將一部份抄寫，分訂二十四大冊，名為《O. L. Compagnie（Kamer Amsterdam Overgekomene Papieren）》。
1940年昇任台北帝國大學文政學部長，1943年擔任南方人文研究所所長。戰後返回日本，受委託從事與駐日美軍有關文化方面之研究工作。1947年因急性肺炎去世，享年64歲。
移川子之藏以太平洋地區民族文化的比較研究及環太平洋文化交涉史為重點，留下卓越的研究成果，曾經獲得日本帝國學士院賞。他在臺北帝國大學任教時所開設的課程，是當時進入台灣人類學領域的登龍之門。曾主持發掘過基隆「大雞籠江」、「台南頭社」及「噶瑪蘭」（宜蘭縣）等地文化遺址。

## 著作
- 《自然民族の話》（1929年）
- 《臺灣の土俗．人種》（1930年）
- 《紅頭嶼ヤミ族と南方に列なる比律賓バタンの島瓡。口碑傳承と事實》（1931年）
- 《承管埔地合同約字を通じて觀たる埔里の熟蕃聚落 其三》（1932年）
- 《台湾高砂族系統所属の研究》（1935年）：移川子之藏、宮本延人、馬淵東一合著
- 《民蕃境界古今埔碑》（1936年）
- 《太巴塱社蕃屋》（1936年）
- 《琉球藩民の墓》（1936年）
- 《墾丁寮石器時代遺蹟》（1936年）
- 《未開社會に於ける時の觀念》（1936年）
- 《高砂族の度量衡及價額矩準等に關する二三の資料》（1942年）
- 《南洋に於ける民族の移動》